# Taolinbaolage
Taolinbaolage (kinesiska: 陶林宝拉格, 陶林宝拉格苏木) är en socken i Kina. Den ligger i den autonoma regionen Inre Mongoliet, i den norra delen av landet, omkring 340 kilometer nordost om regionhuvudstaden Hohhot.
Genomsnittlig årsnederbörd är 520 millimeter. Den regnigaste månaden är juli, med i genomsnitt 127 mm nederbörd, och den torraste är februari, med 4 mm nederbörd.